# أندرو فريدمان
أندرو فريدمان (بالإنجليزية: Andrew Friedman)‏ هو مدرب كرة القاعدة ‏ أمريكي، ولد في 13 نوفمبر 1976 في هيوستن في الولايات المتحدة.